# Kim Wilde (álbum)
Kim Wilde é o álbum de estreia homônimo da cantora inglesa Kim Wilde, lançado em 29 de junho de 1981 através da Rak Records. Liderado pelos sucessos internacionais "Kids in America" e "Chequered Love" e recebido com uma resposta geralmente positiva dos críticos, o álbum lançou Wilde ao estrelato e continua sendo uma de seus trabalhos mais populares.

## Antecedentes e gravação
As músicas do álbum foram todas escritas pelo pai de Kim, o bem-sucedido cantor de rock and roll dos anos 1950, Marty Wilde, e seu irmão mais novo, Ricky Wilde. A banda de rock sinfônico The Enid serviu como banda de apoio. De acordo com o líder da banda, Robert John Godfrey, os membros se davam bem com Wilde, mas recebiam "uma ninharia" porque o álbum foi gravado em seu estúdio.
A produção ficou a cargo de Ricky Wilde. As fotos promocionais e capa do álbum foram tiradas pelo renomado fotógrafo britânico Gered Mankowitz.
Musicalmente, o álbum é principalmente voltado para o new wave e o rock, mas também apresenta uma faixa de reggae ("Everything We Know"), e uma seção de metais aparece em "2-6-5-8-0".
Em termos de letra, Marty Wilde incluiu canções de amor e também uma canção ("Water on Glass") sobre acufeno (uma condição médica que causa zumbido nos ouvidos), uma canção sobre a deterioração dos centros urbanos ("Our Town") e uma canção sobre uma teoria de que o som é vivo ("Tuning in Tuning On").

## Recepção critica
| Críticas profissionais | Críticas profissionais |
| Avaliações da crítica  | Avaliações da crítica  |
| Fonte                  | Avaliação              |
| ---------------------- | ---------------------- |
| AllMusic               | [ 3 ]                  |
| Record Collector       | [ 4 ]                  |
| Record Mirror          | [ 5 ]                  |
| Smash Hits             | 6½/10                  |
| Sounds                 | [ 7 ]                  |

Kim Wilde recebeu críticas geralmente positivas de críticos contemporâneos. Elogiando a mistura de faixas aceleradas e mais lentas, bem como a versatilidade de Wilde, a publicação australiana The Chronicle considerou "Water on Glass" "uma reminiscência de alguns dos clássicos do rock do início dos anos 60" e destacou "Our Town" como "uma das melhores faixas", comparando o tema ao de "My Little Town" (1975), de Simon & Garfunkel. Donald Robertson, da Roadrunner, chamou os três singles de "obras-primas" e concluiu que o álbum "puro pop" era "divertido de ouvir quando você está se divertindo". Eric Chappe chamou o álbum de "um disco imediatamente marcante", citando os "maneirismos de girl group dos anos 60" e o "som de bateria estilo Spector" de "Water on Glass", ao mesmo tempo em que fez comparações com Dusty Springfield e Debbie Harry.
Escrevendo para o The Globe and Mail, Alan Niester novamente comparou Wilde a Springfield e Harry, mas chamou "2-6-5-8-0" e "You'll Never Be So Wrong" de "extremamente promissoras", descrevendo esta última como "uma balada melancólica e cativante que se destaca muito acima de todas as simulações de Blondie e Pat Benatar". David Hepworth, da Smash Hits, sugeriu sarcasticamente que "este é o melhor álbum do Blondie em alguns anos", mas expressou esperança de que a cantora se afirme mais no futuro. Mitchell Cohen, da High Fidelity, achou a voz de Wilde alternadamente "lamentável" e "estridente", mas descreveu o álbum como "agradável" e "muito divertido", novamente gerando comparações com a música dos anos 1960. O crítico do Record Mirror, Mike Nicholls, elogiou a voz e a individualidade de Wilde, apesar de comparar "Everything We Know", influenciada pelo reggae, com "The Tide Is High", do Blondie, lançada no ano anterior. Chamando "Tuning in Tuning On" de um "encerramento inteligente", Nicholls sugeriu que a faixa forneceu "experimentação necessária" e poderia indicar uma nova direção orientada por sintetizadores para a cantora; uma previsão presciente com relação ao som de seus álbuns subsequentes.

## Alinhamento de faixas
Todas as canções escritas por Ricky Wilde e Marty Wilde, exceto onde indicado.
| Kim Wilde — Edição padrão |                            |                         |                |         |  |
| N.º                       | Título                     | Compositor(es)          | Produtor(es)   | Duração |  |
| 1.                        | "Water on Glass"           | Ricky Wilde Marty Wilde | R. Wilde       | 3:31    |  |
| 2.                        | "Our Town"                 | R. Wilde M. Wilde       | R. Wilde       | 3:49    |  |
| 3.                        | "Everything We Know"       | R. Wilde M. Wilde       | R. Wilde       | 3:46    |  |
| 4.                        | "Young Heroes"             | R. Wilde M. Wilde       | R. Wilde       | 3:13    |  |
| 5.                        | "Kids in America"          | R. Wilde M. Wilde       | R. Wilde       | 3:27    |  |
| 6.                        | "Chequered Love"           | R. Wilde M. Wilde       | R. Wilde       | 3:21    |  |
| 7.                        | "2-6-5-8-0"                | R. Wilde M. Wilde       | R. Wilde       | 3:12    |  |
| 8.                        | "You'll Never Be So Wrong" | R. Wilde M. Wilde       | R. Wilde       | 4:18    |  |
| 9.                        | "Falling Out"              | R. Wilde                | R. Wilde       | 4:05    |  |
| 10.                       | "Tuning in Tuning On"      | R. Wilde M. Wilde       | R. Wilde       | 4:27    |  |
| Duração total:            | Duração total:             | Duração total:          | Duração total: | 37:09   |  |

| Kim Wilde — Faixas bônus da edição remasterizada de 2020 |                                 |                   |                |         |  |
| N.º                                                      | Título                          | Compositor(es)    | Produtor(es)   | Duração |  |
| 11.                                                      | "Shane"                         | R. Wilde M. Wilde | R. Wilde       | 3:40    |  |
| 12.                                                      | "Boys"                          | R. Wilde M. Wilde | R. Wilde       | 3:14    |  |
| 13.                                                      | "Water on Glass" (versão de 7") | R. Wilde M. Wilde | R. Wilde       | 3:33    |  |
| Duração total:                                           | Duração total:                  | Duração total:    | Duração total: | 45:36   |  |

## Equipe e colaboradores
- Kim Wilde — vocais principais e de apoio

The Enid
- Robert John Godfrey — teclado
- Stephen Stewart — guitarra
- Francis Lickerish — guitarra
- Martin Russell — baixo
- Chris North — bateria

Músicos adicionais
- Ricky Wilde — teclado, guitarra, backing vocal
- Miffy Smith — teclado
- James Stevenson — guitarra
- Alan Cowley — baixo
- Trevor Murrell — bateria
- Jake Sollo — percussão
- Gary Barnacle — saxofone (faixa 7)
- Luke Tunney — trompete (faixa 7)

Produção
- Ricky Wilde — produtor
- Stephen Stewart — engenheiro
- Joe Lemay — masterização na Capitol Mastering (Hollywood, Califórnia, EUA).
- John Pasche — design da capa
- Gered Mankowitz — fotografia da capa

## Desempenho comercial
No Reino Unido, Kim Wilde estreou na posição 10 da parada de álbuns oficiais do país em 4 de julho de 1981, chegando ao top 3 na semana seguinte; a British Phonographic Industry (BPI) certificou o trabalho como disco de ouro por vendas superiores a 100.000 cópias. Durante a promoção, a banda de Kim era formada por Ricky Wilde, James Stevenson e, mais tarde, Calvin Hayes —seu então namorado na época— que também apareceu na capa do álbum. Kim comentou mais tarde que, naquela época na indústria, era ultrapassado para uma mulher tentar lançar uma carreira séria na música pop sozinha, e que a banda de apoio havia sido mostrada na capa para dar credibilidade ao álbum. Ainda assim, ela foi acusada de tentar copiar o charme da banda americana Blondie. O álbum foi lançado na América do Norte em 6 de abril de 1982, alcançando a posição 86 nos Estados Unidos e a posição 42 no Canadá.
| País — Tabela musical (1981–1982)   | Posição de pico |
| ----------------------------------- | --------------- |
| Alemanha (Offizielle Top 100)       | 1               |
| Austrália (Kent Music Report)       | 25              |
| Canadá (RPM Top 100 Albums)         | 42              |
| Estados Unidos (Billboard 200)      | 86              |
| Finlândia (Suomen virallinen lista) | 3               |
| Nova Zelândia (RMNZ)                | 39              |
| Países Baixos (MegaCharts)          | 5               |
| Reino Unido (UK Albums Chart)       | 3               |
| Suécia (Sverigetopplistan)          | 1               |

| País — Tabela musical (1981)  | Posição |
| ----------------------------- | ------- |
| Alemanha (Offizielle Top 100) | 30      |
| Países Baixos (Album Top 100) | 70      |

| Região                                                                                             | Certificação | Vendas   |
| -------------------------------------------------------------------------------------------------- | ------------ | -------- |
| Alemanha (BVMI)                                                                                    | Ouro         | 250 000^ |
| Finlândia (Musiikkituottajat)                                                                      | Ouro         | 42 006   |
| Reino Unido (BPI)                                                                                  | Ouro         | 100 000^ |
| Resumos                                                                                            |              |          |
| Europa (em setembro de 1981)                                                                       | —            | 500 000  |
| *números de vendas baseados somente na certificação ^distribuições baseadas apenas na certificação |              |          |